# Raimund Grilc
Raimund Grilc (* 27. August 1950) ist ein österreichischer Mittelschulprofessor und Politiker (ÖVP). Er war von 1994 bis 2009 Abgeordneter zum Landtag und war Bürgermeister von Bleiburg. 

## Ausbildung und Beruf
Grilc besuchte nach der Volksschule ein Humanistisches Gymnasium und studierte nach der Matura Italienisch und Geschichte im Lehramt an der Universität Wien. Grilc schloss sein Studium mit dem akademischen Grad Mag. phil. ab. Nach seinem Studium unterrichtete Grilc von Jänner 1976 bis Juli 1994 am BG/BRG Völkermarkt. Ihm wurde 1980 der Berufstitel Professor verliehen. 

## Politik
Grilc war von 1979 bis 1985 Stadtrat der Stadtgemeinde Bleiburg und wurde 1985 zum Vizebürgermeister gewählt. 1991 stieg er zum Bürgermeister auf. Bei der Gemeinderatswahl 2003 verlor Grilc jedoch in der Bürgermeisterdirektwahl gegen den Kandidaten der SPÖ und musste seinen Bürgermeistersessel räumen. Innerparteilich ist Grilc seit dem 11. Jänner 1991 Gemeindeparteiobmann in Bleiburg und seit dem 25. April 1992 Bezirksparteiobmann im Bezirk Völkermarkt. 
Grilc vertrat die ÖVP seit dem 19. April 1994 im Kärntner Landtag und war zwischen dem 21. März 2004 und dem 23. Oktober 2007 Klubobmann des ÖVP-Landtagsklubs. Grilc war Vorsitzender des Kontrollausschusses und schied mit der Landtagswahl 2009 aus dem Landtag aus.

## Privates
Grilc ist verheiratet und Vater zweier Söhne und einer Tochter. Er wohnt in Bleiburg.